# Micrasterias jenneri
Micrasterias jenneri là một loài Song tinh tảo trong họ Desmidiaceae, thuộc chi Micrasterias.